# 5,10,15,20-тетрафенилпорфирин
5,10,15,20-Тетрафенилпорфирин (он же тетрафенилпорфирин, ТФП) — гетероциклическое соединение, аналог природных порфиринов. Представляет собой порошок пурпурного цвета, нерастворимый в воде; растворимый в некоторых органических растворителях, например, в хлороформе, бензоле, ацетоне и ДМСО.

## Синтез и структура
Тетрафенилпорфирин был впервые синтезирован в 1935 году Ротмундом при нагревании смеси пиррола и бензальдегида в запаянной ампуле при 150 °C в течение 24 часов. Модифицированная методика, позволяющая получать продукт с более высоким выходом, была предложена Адлером и Лонго. Пиррол и бензальдегид реагируют в кипящей пропионовой кислоте (141 °C) на воздухе:
8 C4H4NH + 8 C6H5CHO + 3 O2 → 2 (C6H5C)4(C4H2N)2(C4H2NH)2 + 14 H2O
Молекула тетрафенилпорфирина имеет группу симметрии C2h. Фенильные заместители расположены в так называемых «мезо» положениях порфиринового макроцикла, поэтому данное соединение также называют мезо-тетрафенилпорфирином. Известны многие производные тетрафенилпорфирина, в частности, содержащие заместители в фенильных группах. Одним из первых опубликованных функциональных аналогов миоглобина был комплекс тетранитротетрафенилпорфирина с железом. ТФП вступает в реакцию сульфирования, давая водорастворимые сульфо-производные
4 SO3 + (C6H5C)4(C4H2N)2(C4H2NH)2 → (HO3SC6H4C)4(C4H2N)2(C4H2NH)2 + 4 H2O

## Комплексы с металлами
Процесс комплексообразование ТФП с металлами проходит в несколько стадий, без образования соответствующего дианиона. Соответствующие комплексы обладают симметричной структурой и характеризуются простыми ЯМР и ЭПР спектрами. Комплексы с переходными металлами, например, с железом, обладают более сложными свойствами за счет возможности изменения степени окисления и координационного числа.

## Оптические свойства

Спектры поглощения и флуоресценции тетрафенилпорфирина

Тетрафенилпорфирин имеет сильную полосу поглощения с максимумом при 419 нм (так называемая полоса Соре) и четыре слабых полосы поглощения с максимумами при 515, 550, 593 и 649 нм (так называемые Q-полосы). Флуоресцирует красным светом. Квантовый выход флуоресценции — 11 %.

## Применение
ТФП используется как сенсибилизатор для генерации синглетного кислорода.